# Ніко Паркер
Ніко Паркер (англ. Nico Parker; (9 грудня 2004 , Kensal Greend, Великий Лондон ) — британська акторка. Здобула популярність завдяки своїй дебютній ролі Міллі Феррієр у фільмі Тіма Бертона «Дамбо» .

## Життєпис
Народилася 9 грудня 2004 року в Лондоні в сім'ї режисера Ола Паркера та акторки Тендіві Ньютон. Є середньою дитиною, у неї є старша сестра Ріплі (нар. 2000) та молодший брат Букер Джомб (нар. 2014).

## Кар'єра
Вперше на екранах з'явилася 2019 року, зігравши Міллі Фаррієр у фільмі «Дамбо», кіноадаптації однойменного мультфільму 1941 року. Ця роль принесла їй широке визнання.
У 2020 році знялася разом з Наомі Гарріс та Джудом Лоу в міні-серіалі HBO «Третій день».
У серпні 2021 року в широкий прокат вийшов науково-фантастичний фільм «Ремінісценція», в якому Паркер знялася разом зі своєю матір'ю.
У червні 2021 року стало відомо, що актриса офіційно затверджена на роль Сари, доньки головного героя в майбутній екранізації гри The Last of Us — серіалі HBO «Останні з нас».

## Особисте життя
Так само як і її сестра та брат, була народжена вдома.
Своє ім'я одержала на честь німецької співачки Ніко.

## Фільмографія

### Фільми
| Рік  | Українська назва                 | Оригінальна назва                | Роль          | Пос.          |
| ---- | -------------------------------- | -------------------------------- | ------------- | ------------- |
| 2019 | Дамбо                            | Dumbo                            | Міллі Фаррієр | [ 11 ]        |
| 2021 | Ремінісценція                    | Reminiscence                     | Зої           | [ 12 ]        |
| 2024 | Сонячне узбережжя                | Suncoast                         | Доріс         | [ 13 ] [ 14 ] |
| 2025 | Бріджит Джонс: Закохана у хлопця | Bridget Jones: Mad About the Boy | Хлоя          | [ 15 ]        |
| 2025 | Як приборкати дракона            | How to Train Your Dragon         | Астрід        | [ 16 ]        |
| 2027 | Як приборкати дракона 2          | How to Train Your Dragon 2       | Астрід        |               |

### Телесеріали
| Рік  | Українська назва | Оригінальна назва | Роль | Примітки  | Пос.   |
| ---- | ---------------- | ----------------- | ---- | --------- | ------ |
| 2020 | Третій день      | The Third Day     | Еллі | 3 епізоди | [ 17 ] |
| 2023 | Останні з нас    | The Last of Us    | Сара | 2 епізоди | [ 18 ] |